# Lysandra albocincta
Lysandra albocincta är en fjärilsart som beskrevs av Tutt 1896. Lysandra albocincta ingår i släktet Lysandra och familjen juvelvingar. Inga underarter finns listade i Catalogue of Life.